# Финк, Франц Николаус
Франц Николаус Финк (нем. Franz Nikolaus Finck; 26 февраля 1867, Крефельд — 3 мая 1910, Берлин) — немецкий филолог, языковед, педагог.
Образование получил в Мюнхене, Париже, Марбурге. В 1909—1910 годах — профессор Берлинского университета
Публиковал работы по проблемам общего языкознания; исследовал армянский, цыганский и некоторые другие языки, одним из первых начал описывать современные ирландские диалекты. Будучи последователем идей В. Гумбольдта, занимался общими проблемами типологии языков мира, предложил типологическую классификацию языков, во многом сохраняющую своё значение до настоящего времени.

## Избранные труды
- Die araner mundart, Bd 1 — 2, Marburg, 1899;
- Die Sprachstamme des Erdkreises, 3 Aufl., Lpz.- В., 1923;
- Die Haupttypen des Sprachbaus, 5 Aufl., Stuttg., 1965.